# Дрилинга, Антанас
Анта́нас Дри́линга (лит. Antanas Drilinga; 16 мая 1935, деревня Пликишкяй Аникщяйского района) — литовский поэт и прозаик.

## Биография
В 1955—1959 годах изучал литовский язык и литературу в Вильнюсском педагогическом институте, с 1973 года — журналистику в Вильнюсском университете (закончил в 1976 году). В 1958—1962 годах работал в редакции газеты «Комъяунимо теса» („Komjaunimo tiesa“; «Комсомольская правда»). Работал в ЦК ЛКСМ Литвы (1963—1965). Позднее работал в редакции журнала для школьников «Мокслейвис» („Moksleivis“; «Школьник»; 1965—1966), в 1966—1972 годах был редактором молодёжного журнала «Нямунас» („Nemunas“), позже — редактором еженедельной газеты Союза писателей Литвы «Литература ир мянас» („Literatūros ir menas“; 1985—1989). Был главным редактором Государственного издательского центра (Valstybinis leidybos centras; 1992—1995), издательств „Džiugas“, „Ardor“ (1995—2006).
С 1962 года член Союза писателей Литвы (СПЛ). В 1970—1990 годах состоял членом правления Союза писателей Литвы, в 1971—1974 гг. был секретарём каунасского отделения СПЛ.
Лауреат фестиваля «Весна поэзии» (1972)

## Творчество
Автор лирических стихотворений и микропоэм, романов, произведений документально-биографической прозы («Монсеньор», „Monsinjoras: Akimirkos su monsinjoru Kazimieru Vasiliausku“; 1994), либретто оперы композитора Антанаса Рекашюса «Баллада света» („Šviesos baladė“; постановка 1970) и оперы композитора Альгимантаса Бражинскаса «Кристионас» („Kristijonas“; постановка 1985), стихов для детей (книги „Kur kairėn, kur dešinėn“; 1957; перевод на русский язык «Где налево, где направо», 1957; „Vilnius nubunda“; 1959; „Mano abėcėlė“, 2006). Издал сборник очерков «Каунасские автографы» („Kauno autografai“; 1977), мемуарную книгу „Aš juos mylėjau“ (2005).
В романах („Laimės kūdikio gyvenimas“, 1980; „Ant keteros“, 1985; „Pelenai“, 1995; „Nuogas dykumoje“ 2006; „Uogos kraujo spalvos“, 2009) чаще всего обращается к будням современника, сложным семейным взаимоотношениям, попыткам индивида утвердиться в обществе, преодолеть сложные духовные коллизии. В романе „Jau saulelė“ (1982) пытался создать образ зачинателя литовской художественной литературы Кристионаса Донелайтиса, в романе „Ateiti ir išeiti“ (1993) — священника и поэта Антанаса Баранаускаса.
Перевёл поэтический сборник белорусского классика Максима Богдановича «Вянок».
Стихи Дрилинги на русский язык переводили Лев Озеров, Б. Лозовой, И. Бурсов, Л. Тараканова. В переводах на русский язык вышли книги стихотворений «Избранная лирика» (Москва, 1966) и «Монологи любви» (Москва, 1973). Стихотворения Дрилинги включены в «Антологию литовской советской поэзии» (Вильнюс, 1980)

### Сборники поэзии
- „Atveriu langą“ («Открываю окно», 1959)
- „Rankos ir betonas“ («Руки и бетон», 1962)
- „Skambančios naktys“ («Звонкие ночи», 1965)
- „Šiluma“ («Теплота», 1968)
- „Monologų knyga“ («Книга монологов», 1971)
- „Erdvės trauka: mikropoemų knyga“ («Пространственное притяжение», 1974)
- „Rugpjūčio ritmai“ («Ритмы просыпаются», 1977)
- „Jūrų romansai“ («Романсы морей», 1980)
- „Laukimas“ («Ожидание», 1988)
- „Ugnies paukštė“ («Огненная птица», 1996)

### Романы
- „Laimės kūdikio gyvenimas“ (1980)
- „Jau saulelė“ (1982)
- „Ant keteros“ (1985)
- „Ateiti ir išeiti“ (1993)
- „Pelenai“ (1995)
- „Ištirpti prarastam laike“ (2016)